# Долня Кошана
Долня Кошана (словен. Dolnja Košana) — поселення в общині Півка, Регіон Нотрансько-крашка, Словенія. Висота над рівнем моря: 454 м.